# UM Airlines
UM Airlines (también conocida como Ukranian Mediterranean Airlines, o UM Air), fue una aerolínea con base en Kiev, Ucrania. Operaba rutas nacionales e internacionales hacia el Medio Oriente. 

## Historia
La aerolínea fue fundada por empresarios libaneses en 1998 y comenzó a operar en junio de 2000. Fue fundada como una sociedad anónima abierta. En 2003, UM Air tenía más de 500 empleados y transportaba a 210.000 pasajeros.
En 2007, la Administración Aérea de Ucrania se negó a renovar la licencia de UM Air debido a preocupaciones de seguridad. En septiembre de 2007, la Comisión Europea prohibió a Ukrainian-Mediterranean Airlines operar en el espacio aéreo de la Unión Europea, citando problemas de seguridad. Esto significa que se le prohibió por razones de seguridad operar servicios de cualquier tipo dentro de la Unión Europea. En noviembre de 2009, la Comisión Europea permitió a la aerolínea reanudar las operaciones con su avión McDonnell Douglas MD-83.
En 2013, UM Air fue una de las dos aerolíneas ucranianas a las que el gobierno de los EE. UU. impuso sanciones. UM Air fue acusada de suministrar aviones de la serie BAe 146 de British Aerospace a la aerolínea iraní Mahan Air y de entrenar a pilotos y técnicos de mantenimiento de Mahan Air. Mahan Air ya estaba bajo sanciones por parte del gobierno de los EE. UU. El propietario y presidente de UM, Rodrigue Merhej, también fue sancionado personalmente.

## Antiguos destinos
UM Airlines operaba vuelos a los siguientes destinos:
| Países      | Destinos   | Aeropuertos                                           |
| ----------- | ---------- | ----------------------------------------------------- |
| Bielorrusia | Minsk      | Aeropuerto Internacional de Minsk                     |
| Georgia     | Batumi     | Aeropuerto Internacional Batumi                       |
| Georgia     | Tiflis     | Aeropuerto Internacional de Tiflis                    |
| Irán        | Teherán    | Aeropuerto Internacional Imán Jomeiní                 |
| Italia      | Nápoles    | Aeropuerto de Nápoles-Capodichino                     |
| Kazajistán  | Almatý     | Aeropuerto Internacional de Almatý                    |
| Kazajistán  | Astaná     | Aeropuerto Internacional Nursultán Nazarbáyev         |
| Kazajistán  | Öskemen    | Aeropuerto de Öskemen                                 |
| Kazajistán  | Pavlodar   | Aeropuerto de Pavlodar                                |
| Líbano      | Beirut     | Aeropuerto Internacional Rafic Hariri                 |
| Jordania    | Amán       | Aeropuerto Internacional Reina Alia                   |
| Siria       | Damasco    | Aeropuerto Internacional de Damasco                   |
| Turquía     | Estambul   | Aeropuerto de Estambul                                |
| Ucrania     | Chernivtsí | Aeropuerto Internacional de Chernivtsi                |
| Ucrania     | Járkov     | Aeropuerto Internacional de Járkov                    |
| Ucrania     | Kiev       | Aeropuerto Internacional de Borýspil (hub secundario) |
| Ucrania     | Kiev       | Aeropuerto Internacional de Kiev (hub principal)      |
| Ucrania     | Simferópol | Aeropuerto Internacional de Simferópol                |
| Ucrania     | Úzhgorod   | Aeropuerto Internacional de Uzhgorod                  |
| Uzbekistán  | Taskent    | Aeropuerto Internacional de Taskent                   |

## Flota histórica
UM Airlines contó en algún momento con los siguientes aparatos en su flota:
| Aeronaves                 | Total | Introducido | Retirado | Matrículas                                      |
| ------------------------- | ----- | ----------- | -------- | ----------------------------------------------- |
| Airbus A320-200           | 1     | 2003        | 2007     | UR-UFB                                          |
| Antonov An-24RV           | 2     | 1999        | 2010     | UR-46469 y UR-CDS                               |
| Avro RJ85                 | 2     | 2013        | 2013     | UR-CLU y UR-CLV                                 |
| Avro RJ100                | 4     | 2012        | 2015     | UR-CKF, UR-CKJ, UR-CJW y UR-CKG                 |
| Boeing 737-300            | 1     | 2002        | 2003     | JY-JAB                                          |
| British Aerospace 146-300 | 3     | 2011        | 2014     | UR-CKY, UR-CKZ y UR-CJJ                         |
| McDonnell Douglas DC-9    | 4     | 2003        | 2007     | UR-CCT, UR-CCR, UR-CCS y UR-CBY                 |
| McDonnell Douglas MD-82   | 3     | 2006        | 2014     | UR-CJR, UR-CFE y UR-CFG                         |
| McDonnell Douglas MD-83   | 6     | 2006        | 2017     | UR-CJU, UR-CFF, UR-CHN, UR-CKN, UR-COW y UR-COO |
| Túpolev Tu-134            | 2     | 2000        | 2014     | UR-65076 y UR-65089                             |
| Túpolev Tu-154            | 1     | 2000        | 2006     | UR-UCZ                                          |
| Yakovlev Yak-42           | 1     | 2001        | 2003     | UR-42352                                        |

## Incidentes y accidentes
- El 26 de mayo de 2003, un Yak-42D de UM Air colisionó cerca de Trabzon (Turquía), mientras llevaba 62 tropas españolas desde Afganistán hasta la Base Aérea de Zaragoza. Sus 75 ocupantes murieron.